# Tư thế hồi phục
Trong sơ cứu, tư thế hồi phục (còn gọi là tư thế hồi sức, tư thế nằm nghiêng an toàn) là tư thế mà cơ thể nằm sấp ba phần tư để sơ cứu bệnh nhân bất tỉnh nhưng còn thở.
Một người bất tỉnh (được đánh giá trên Thang điểm Hôn mê Glasgow (GCS) từ 8 điểm trở xuống), ở tư thế nằm ngửa có thể không duy trì đường thở mở như một người còn tỉnh táo, có thể dẫn đến tắc nghẽn đường thở, hạn chế luồng không khí lưu thông và ngăn cản sự trao đổi khí. Sau đó gây ra giảm oxy huyết, nguy hiểm đến tính mạng. Hàng năm xảy ra hàng nghìn trường hợp tử vong, nguyên nhân tử vong không phải do bất tỉnh mà là do tắc nghẽn đường thở khiến bệnh nhân ngạt thở. Điều này đặc biệt đúng đối với phụ nữ mang thai bất tỉnh. Khi đặt nạn nhân nằm nghiêng sang trái, áp lực tĩnh mạch chủ dưới giảm bớt và khai thông máu tĩnh mạch trở về tim. Nguyên nhân của bất tỉnh có thể là bất kỳ lý do nào, từ chấn thương đến say rượu.
Tư thế này có thể dùng rộng rãi, nhưng các chuyên gia chăm sóc sức khỏe không nhất thiết phải được sử dụng vì họ có thể được tiếp cận với các kỹ thuật quản lý đường thở nâng cao, chẳng hạn như đặt nội khí quản.

## Mục đích
Vị trí phục hồi được thiết kế để ngăn chặn tình trạng ngạt thở do tắc nghẽn đường thở, có thể xảy ra ở những bệnh nhân nằm ngửa bất tỉnh. Người bệnh nằm ngửa có nguy cơ tắc nghẽn đường thở do hai đường:
- Tắc nghẽn cơ học : Trong trường hợp này, một vật thể cơ học làm tắc nghẽn đường thở của bệnh nhân. Trong hầu hết các trường hợp, đây là lưỡi của chính bệnh nhân, vì không tỉnh táo dẫn đến mất kiểm soát trương lực cơ, khiến lưỡi tụt xuống phía sau cổ họng gây tắc nghẽn.
- Tắc nghẽn chất lỏng: Chất lỏng (thường là chất nôn) đọng lại ở cổ họng, có thể khiến người bệnh "chết đuối trên cạn". Việc mất kiểm soát cơ, lưỡi chặn cổ họng cũng có thể dẫn đến thức ăn trong dạ dày chảy vào cổ họng, được gọi là trào ngược thụ động. Chất lỏng đọng lại ở phía sau cổ họng sẽ đi xuống phổi. Một biến chứng khác là acid dạ dày gây bỏng niêm mạc bên trong phổi, gây viêm phổi hít.

Đặt bệnh nhân ở tư thế hồi phục sẽ loại bỏ trọng lực, giải phóng vật cản đường thở bằng lưỡi, đồng thời khai thông đường thở để chất lỏng có thể chảy ra ngoài.